# Monument van Buiten-Sociëteit Het Park
Het monument van Buiten-Sociëteit Het Park is een bronzen gedenkplaat in Paramaribo, Suriname. Het werd onthuld  tijdens de viering van de ingebruikname van de herbouwde Buiten-Sociëteit Het Park.
Het voormalige pand van de buitensociëteit dateerde van 1877 en was een initiatief van Lodewijk Stumpf. In 1950 werd duidelijk dat het pand herbouwd diende te worden. Op 13 december 1952 werd de eerste fase van de nieuwbouw afgerond en op 22 mei 1954 werd gevierd dat de tweede en laatste fase was afgerond. Tijdens die feestavond werd de gedenkplaat onthuld door gouverneur Jan Klaasesz.
Na de verhuizing in 1990 naar de nieuwe locatie aan de Grote Combéweg kreeg het monument een nieuwe plaats in de hal van Buiten-Sociëteit Het Park, direct links na binnenkomst.
Op de gedenkplaat staat de volgende tekst van de Surinaamse schrijver  Albert Helman gegraveerd:
Het huis dat gij hier binnentreedt

Erken het als een vriendenwoon

Terwijl gij o verpoost. En weet:

Paleizen zelf zijn enkel schoon

Als vriendschap heerst in alle hoeken

Richt u hiernaar. Wie 't ooit vergeet

Kan elders verpozing zoeken— Albert Helman